# Dokkin♢魔法つかいプリキュア!Part2/魔法アラ・ドーモ!
「Dokkin♢魔法つかいプリキュア！Part2/魔法アラ・ドーモ！」（ドッキン まほうつかいプリキュア！ パートツー/まほうアラ・ドーモ！）は、北川理恵/キュアミラクル（高橋李依）・キュアマジカル（堀江由衣）・キュアフェリーチェ（早見沙織）のシングル。2016年8月10日にマーベラスから発売された。

## 概要
テレビアニメ『魔法つかいプリキュア!』の後期主題歌を収録したスプリット・シングル。オープニングテーマの「Dokkin♢魔法つかいプリキュア！Part2」は前期オープニングテーマ「Dokkin♢魔法つかいプリキュア！」の歌詞を新たなストーリー展開に合わせて変更し、アレンジも変えた楽曲で、前期からそのまま北川理恵が歌っている。エンディングテーマの「魔法アラ・ドーモ！」は前期でエンディングを担当したプリキュア役を演じる高橋李依と堀江由衣に加え、新たにプリキュア役になった早見沙織が参加している。
前作同様DVD付属盤と通常盤の2種類が発売されており、DVD付属盤にはオープニングとエンディングのノンテロップムービーが収録されている。エンディング「魔法アラ・ドーモ！」の振り付けは原ななえが担当している。また、初回限定封入特典として、DVD付属盤にはデータカードダス、通常盤にはジャケットサイズ・ステッカーが同梱されている。CDジャケットは、DVD付属盤には3人のプリキュアとモフルンが、通常版には魔法学校の制服姿のみらい・リコ・ことはとモフルンが描かれている。

## 収録曲

### CD
1. Dokkin♢魔法つかいプリキュア！ Part2 (3:10)
歌：北川理恵
作詞：森雪之丞、作曲：奥村愛子、編曲：中村博
作詞を担当した森は前期との歌詞の違いについて「前期は、異なる世界に育ったみらいとリコが、互いの違いを素敵だと認めあうことが一つのテーマ。後期には成長したはーちゃんが加わるので、甘え上手なのに突然すごく強いはーちゃんへの驚きや、3人になったからこそ挑戦できる夢があることなどを、新しいテーマとして盛り込んだ」と語っている[1][2]。
楽曲自体は前期総集編映像「3分でわかる魔法つかいプリキュア!」のBGMとして先行公開されている[3]。
  - テレビアニメ『魔法つかいプリキュア!』後期オープニングテーマ
2. 魔法アラ・ドーモ！ (4:17)
歌：キュアミラクル（高橋李依）・キュアマジカル（堀江由衣）・キュアフェリーチェ（早見沙織）
作詞：只野菜摘、作曲：前山田健一、編曲：サイトウヨシヒロ
前山田はプリキュアシリーズの楽曲を初めて手がけることになり、作曲だけでなくサウンドプロデュースやボーカルディレクションも担当している。楽曲を作るに当たっては「プリキュアが持つ、理屈では説明ができない「陽」の力を意識した。日曜の朝、テレビの前のお友達が一緒に歌いたくなるような、運動会や文化祭で真似したくなるような楽曲を目指した」としており、歌った3人については「早見さんは、うっとりとするような流麗さの中にチャーミングが潜む不思議な歌声。高橋さんは、元気が300%詰まったような太陽の歌声。堀江さんはこちらが変な声が出るくらいのカワイイ歌声」とそれぞれ印象を語っている[1][2]。
2016年11月30日発売の『魔法つかいプリキュア! ドラマ&キャラクターソングアルバム ドリーム☆アーチ』にはリアレンジバージョン「Rainbow Parade MIX」が収録されている。
  - テレビアニメ『魔法つかいプリキュア！』後期エンディングテーマ
3. Dokkin♢魔法つかいプリキュア！Part2（オリジナル・メロディー入り・カラオケ／オリジナル・カラオケ） (3:10)
CD+DVD盤はオリジナル・メロディー入り・カラオケ、通常盤はオリジナル・カラオケという仕様になっている。
4. 魔法アラ・ドーモ!（オリジナル・メロディー入り・カラオケ／オリジナル・カラオケ） (4:12)
CD+DVD盤はオリジナル・メロディー入り・カラオケ、通常盤はオリジナル・カラオケという仕様になっている。

### DVD（CD+DVD盤のみ同梱）
1. オープニング「Dokkin♢魔法つかいプリキュア！ Part2」ノンテロップ映像
2. エンディング「魔法アラ・ドーモ！」ノンテロップ映像